# Christian Didier
Christian Didier (* 11. Februar 1944 in Saint-Dié-des-Vosges; † 14. Mai 2015 in Saint-Dié) war ein französischer Attentäter. Bekannt wurde er durch das Attentat auf den Vichy-Unterstützer René Bousquet. Bousquet starb an den Folgen des Attentats.

## Leben
Didier war der Sohn eines Friseurs und erlebte als Kind mehrfach häusliche Gewalt. Trotz mehrerer Anläufe schaffte er keinen Schulabschluss. Beruflich war er als Kraftfahrer tätig. In dieser Zeit schrieb Didier drei Bücher. Trotz mehrerer Auftritte in Fernsehsendungen war es ihm lange Zeit nicht möglich, einen Verleger für seine Bücher zu finden.
Im Mai 1987 wurde Didier mit einer Waffe festgenommen. Er behauptete damals, er trage diese Waffe, um Klaus Barbie zu töten. Im September 1989 gelang es Didier, auf das Gelände des Élysée-Palasts einzudringen. Sicherheitsleute konnten ihn jedoch überwältigen. Didier behauptete, er habe das Gelände nur betreten, um dem Präsidenten François Mitterrand ein geheimes Dossier über Raoul Wallenberg auszuhändigen. In der Folge wurde Didier in eine psychiatrische Klinik eingewiesen. Nach seiner Entlassung aus der Klinik plante er, Paul Touvier zu ermorden. Didiers Pläne scheiterten, da er den Wohnort von Touvier nicht herausfinden konnte. Am 8. Juni 1993 erschoss er den ehemaligen Polizeipräsidenten des Vichy-Regimes René Bousquet vor dessen Wohnhaus. Wenig später rief Didier verschiedene Medien an und versuchte, eine Pressekonferenz zu organisieren. Dort konnte die Pariser Polizei Didier ohne Gegenwehr festnehmen.
Didier wurde vor einem Pariser Gericht der Prozess gemacht. Im Prozess wurde er von Arnaud Montebourg vertreten. Didier wurde zu einer zehnjährigen Haftstrafe verurteilt. Im Mai 2015 starb er in seinem Geburtsort im Département Vosges im Alter von 71 Jahren.

## Veröffentlichungen
- Fugaces traits de plume... en roue libre ! Selbstverlag, Saint-Dié-des-Vosges 2014.